# Дорненбург (замък)
Замък Дорненбург е тухлен нидерландски замък от XIII век.
Замъкът се намира в източната част на провинция Гелдерланд, в близост до село Дорненбург. Състои се от преден и главен замък, свързани посредством малък дървен мост. Той е един от най-големите и най-добре запазените замъци в Нидерландия.

## Външни препракти
- ((nl)) Уеб-сайт с информация за замъка